# Raźniowe

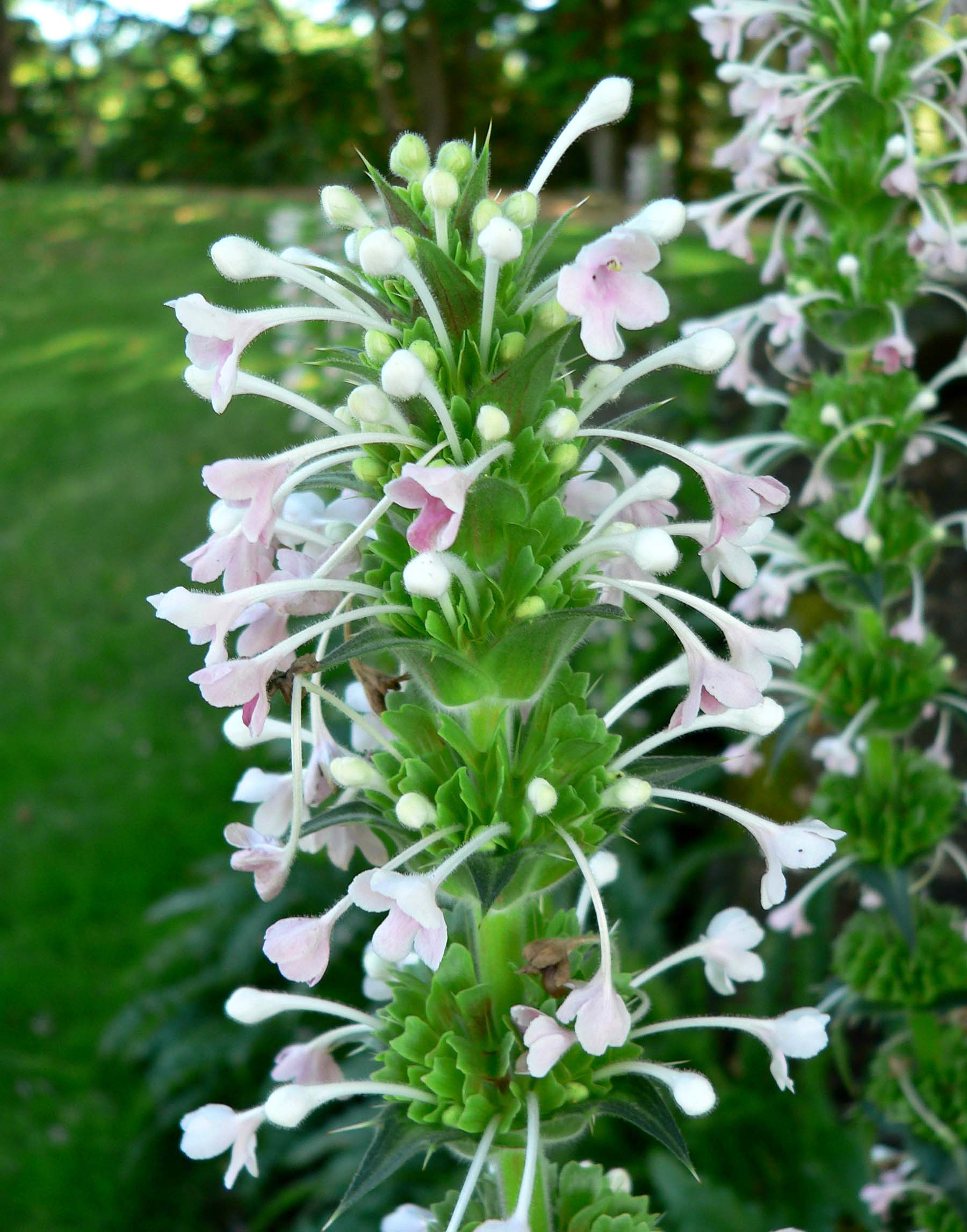
Morina longifolia

Raźniowe, morynowe (Morinoideae) – podrodzina roślin z rodziny przewiertniowatych (Caprifoliaceae). Obejmuje dwa (lub cztery) rodzaje występujące na łąkach i w lasach na obszarach od Bałkanów, poprzez Bliski Wschód i Azję Środkową po południowe Chiny. W górach spotykane są na wysokości do 4900 m n.p.m. Niektóre gatunki raźni uprawiane są jako rośliny ozdobne (Morina longifolia, M. persica, M. coulteriana).

## Morfologia
Byliny z krótkim kłączem, z którego wyrastają rozety liści odziomkowych i pędy kwiatostanowe osiągające wysokość od 20 do 130 cm. Liście odziomkowe są niepodzielone, zwykle są równowąskie do lancetowatych, osiągają 50 cm długości. Na brzegu całobrzegie lub częściej zatokowo-kolczasto wcinane. Liście łodygowe są naprzeciwległe u Acanthocalyx, podczas gdy w pozostałych rodzajach wyrastają w okółkach po 3 do 6. Kwiaty wyrastają w gęstych okółkach, skupiających się na szczycie pędu, poza tym w kilku okółkach oddalonych nieco ku dołowi. Każdy okółek wsparty jest kolczastymi podsadkami. Dodatkowo każdy kwiat wsparty jest przez 4 zrośnięte w dzwonkowaty lub rurkowaty twór przysadki. Kwiaty mają zrośnięte płatki korony. Zalążnia jest dolna, powstaje z 3 owocolistków. Owocem jest jednonasienna torebka.   

## Systematyka
Grupa ta jeszcze w systemie APG III wyodrębniana była w osobną rodzinę raźniowatych Morinaceae. Wyraźne różnice morfologiczne, potwierdzone badaniami molekularnymi przemawiały za wyodrębnieniem ich w randze osobnej rodziny. W dawniejszych systemach rośliny tu zaliczane włączane były do szczeciowatych (Dipsacaceae). W systemie APG IV z 2016 powstała szeroko ujmowana rodzina przewiertniowatych (Caprifoliaceae) i do niej włączono raźniowe.
Podział na rodzaje
- Acanthocalyx (DC.) Tiegh.
- Morina L. (1753) – morina, moryna, raźnia

Analizy molekularne wskazują na przynależność do tej grupy także 5 gatunków z rodzaju Zabelia. Sytuowany jest on też w politomii z raźniowymi.